# Stenen Baak

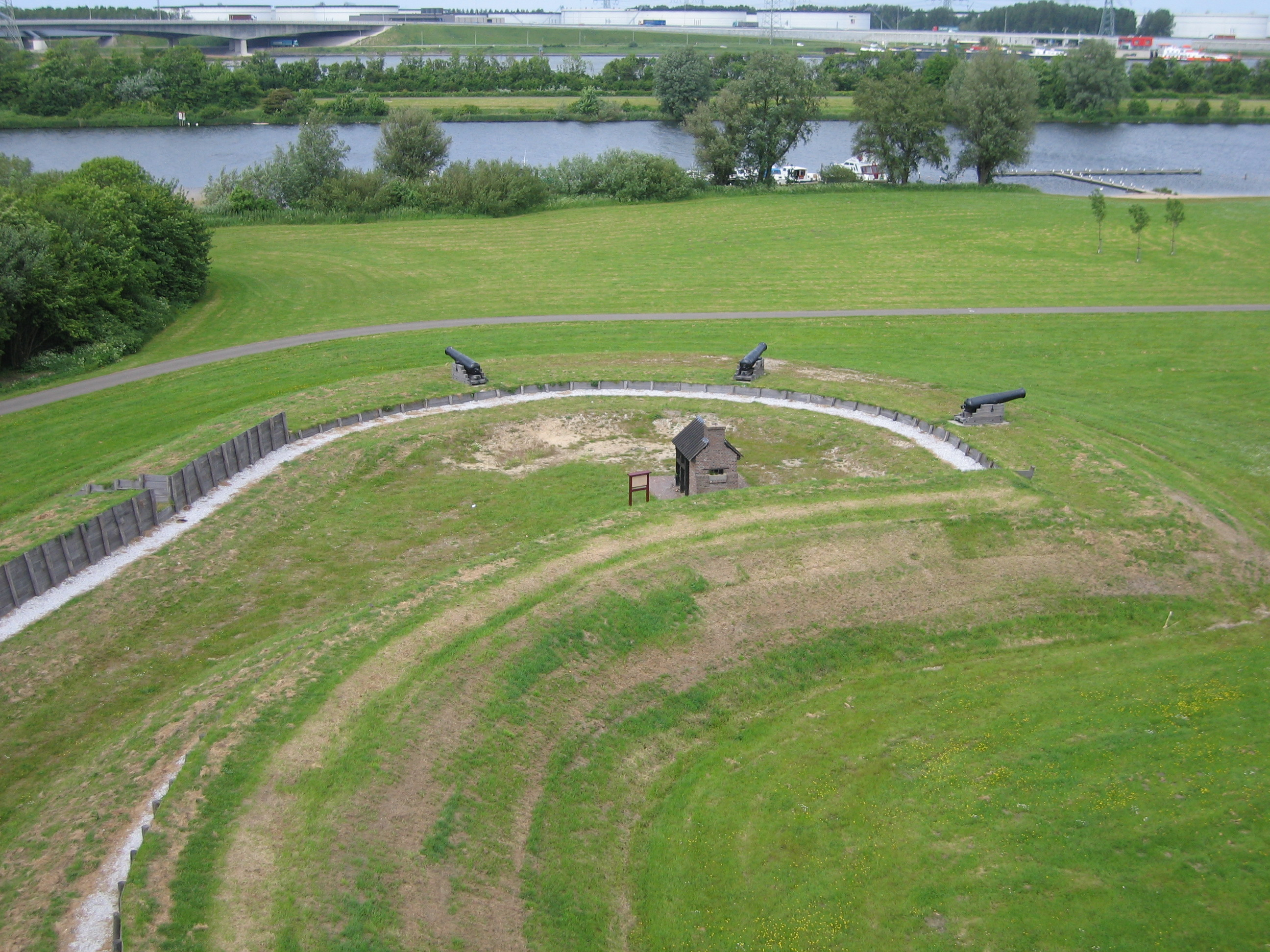
Kogelgloeioven in de gereconstrueerde kustbatterij, gezien vanaf de Stenen Baak

De Stenen Baak is een historische voormalige vuurtoren aan de Brielse Maas. Hij staat bij de buurtschap Kruiningergors, ten noordoosten van het centrum van het dorp Oostvoorne en ongeveer drie kilometer ten noordwesten van het centrum van de vestingstad Brielle op het Zuid-Hollandse dubbeleiland Voorne-Putten.
De behoefte aan een baken voor de Brielse haven werd al vroeg gevoeld en er hebben houten en stenen torens gestaan. Een stenen bouwwerk uit 1588 werd al snel afgebroken met het vooruitzicht van de Tachtigjarige Oorlog. Latere houten vuurbakens brandden af, waarna in 1630 de huidige toren gebouwd werd uit hardsteen en 180 000 bakstenen. Het is de oudst bewaarde vuurtoren van Nederland.
De bouwmeester was Maerten Cornelis Paeyse, stadstimmerman van Brielle, die ook de stadsgevangenis en de waag bouwde, panden waar nu het Historisch Museum Den Briel gevestigd is. Samen met vier meester-metselaars bouwde hij de toren in een enorm tempo, zodat die in vier maanden klaar was. De opdracht kwam van de vroedschap van Brielle, maar vanwege het algemeen belang betaalden de Staten van Holland en West-Friesland mee, zij het pas in 1631.
Tot 1781 heeft de vuurtoren dienstgedaan als lichtbaken voor de scheepvaart in de monding van de Maas. Op het dak stond een houten lantaarn met glas-in-loodramen en een overhuivend tentdak, waar de wachters de hele nacht het vuur opstookten met blaasbalgen. De kolen werden opgetakeld. De lantaarn is tussen 1800 en 1807 verwijderd, maar de vuurtoren werd pas halverwege die eeuw officieel uit dienst genomen. Hij bleef een herkenningspunt voor de scheepvaart.
Samen met een kleiner baken dichter bij zee vormde de Stenen Baak een lichtlijn: lag een schip goed voor de vaargeul, dan zag men de beide lichten recht boven elkaar. Vanwege de veranderlijkheid van geulen en zandbanken was het kleine baken verplaatsbaar.
Sinds de bouw zijn de waterlopen drastisch veranderd; de toren staat nu op de overgang van het Oosterlandse Rak naar het Brielse Meer, wateren die door menselijk ingrijpen ontstaan zijn uit de Brielse Maas.
De toren is een rijksmonument. Hij is vierkant gebouwd in baksteen en natuursteen, met drie geledingen die nauwelijks inspringen.  Restauraties zijn er geweest in 1939 en 1965. In 1975 is het Stenen Baakplein ernaar genoemd. Deze aansluiting tussen de A15 en de N218 ligt ruim 2½ kilometer westelijker, aan de overkant van het Brielse Meer.
Vanaf 1999 zijn er plannen gemaakt voor herbestemming en in juli 2004 werd de toren opengesteld als dependance van het Historisch Museum Den Briel. Een permanente tentoonstelling geeft uitleg over de geschiedenis van het bouwwerk en de omgeving. Via de trappen zijn hogere verdiepingen en het dak bereikbaar en anno 2024 is de toren buiten het winterseizoen enkele dagen per week open, als het weer dat toelaat.
De toren is sinds 1966 een rijksmonument en het beheer is sinds 2016 in handen van de Stichting Monumentenbezit.

## Kustbatterij
De locatie van de toren gaf een goed zicht op het vaarwater, wat ook de aandacht van militairen trok. Begin 18e eeuw werd tussen de toren en de Brielse Maas een klein fort gebouwd dat rond 1780 evolueerde tot een zware kustbatterij met 22 kanonnen van 36 pond die de Maasmonding moesten beschermen. Omdat men vreesde dat de toren de aandacht op het verdedigingswerk zou richten, wilden militairen graag van het lichtbaken af, wat echter op bezwaren van de commerciële scheepvaart stuitte.
Het westelijk deel van het fort is behouden en in 2004 gerestaureerd, samen met de eerder in 1957 opgeknapte kogelgloeioven, een rijksmonument dat er deel van uitmaakt. Hiermee werden kanonskogels verhit om het doel in brand te schieten.